# Organisation XIII
 (mai 2012).
Si vous disposez d'ouvrages ou d'articles de référence ou si vous connaissez des sites web de qualité traitant du thème abordé ici, merci de compléter l'article en donnant les références utiles à sa vérifiabilité et en les liant à la section « Notes et références ».
L'Organisation XIII (ou le XIIIe ordre) est un groupe qui apparaît dans les jeux vidéo de la série Kingdom Hearts.
Ce groupe est constitué de 14 membres appelés Similis, des êtres nés de la séparation volontaire du cœur et du corps d'un humain. Le numéro 14, Xion, n'est pas comptée du fait qu'elle n'est pas un Simili contrairement aux 13 autres membres. De ce fait, elle n'a pas non plus sa place au conseil.

## Présentation

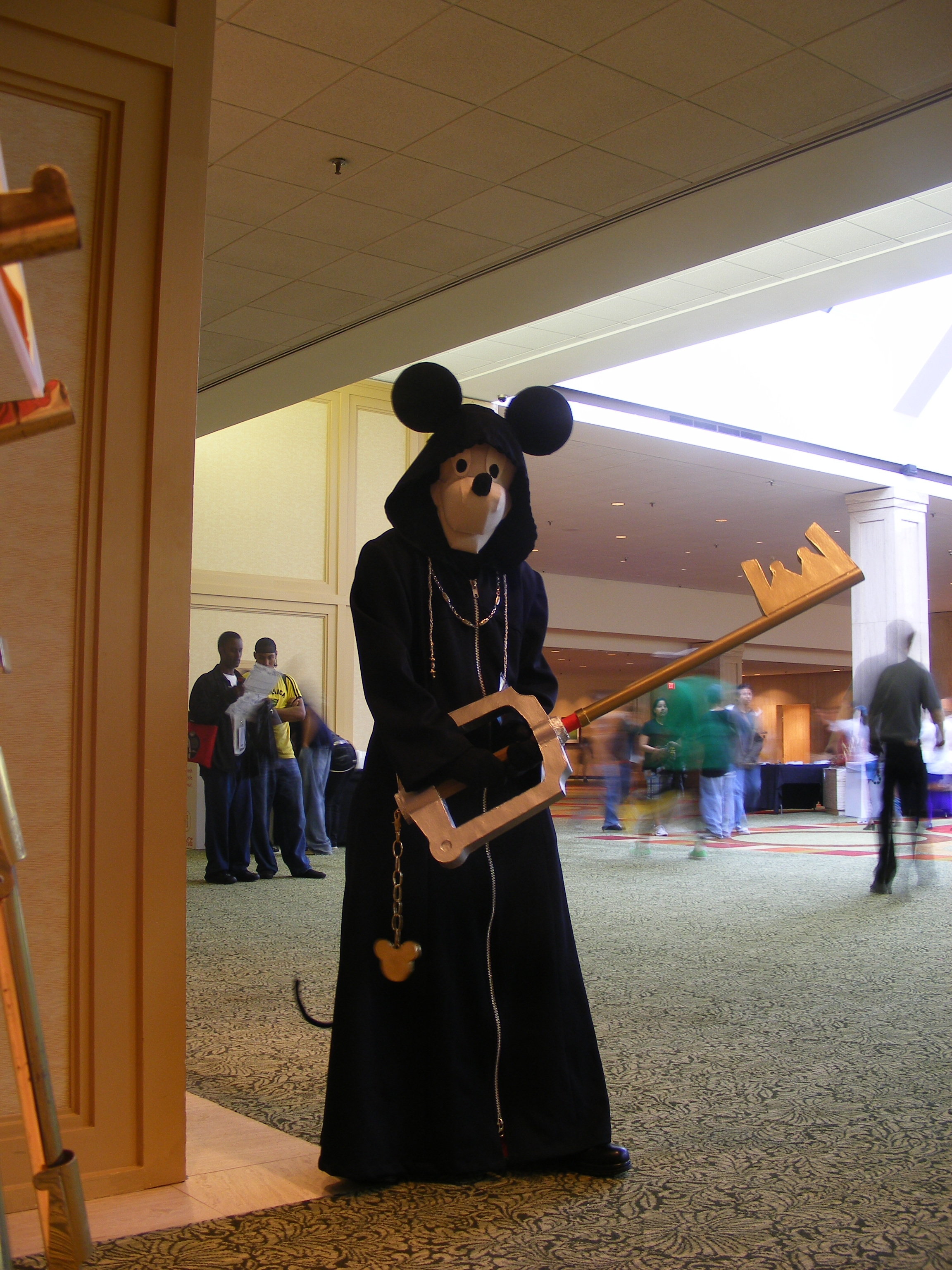
Le cosplay Organization XIII.

Cette organisation apparaît dans les jeux Kingdom Hearts (combat contre le leader), Kingdom Hearts: Chain of Memories (uniquement les no 4, 5, 6, 8, 11 et 12), Kingdom Hearts 2 (uniquement les no 1, 2, 3, 7, 8, 9, 10 et 13), Kingdom Hearts 2: Final Mix+ (tous les membres y apparaissent, mais les no 4, 5, 6, 11 et 12 ne sont que des copies informatiques que le joueur peut affronter) et Kingdom Hearts: 358/2 Days (tous les membres y apparaissent, y compris le 14 où il apparait pour la première fois). Chaque numéro représente leur ancienneté dans l'Organisation XIII. Par conséquent, leurs numéros ne sont absolument pas représentatifs de leur véritable position dans la hiérarchie du groupe. À titre d'exemple, Saïx est le numéro VII mais pourtant il est le commandant-en-second de l'Organisation et Vexen, bien que numéro IV et membre fondateur, est le membre le plus bas hiérarchiquement. On les revoit aussi dans Kingdom Hearts 3D: Dream Drop Distance qui tente de piéger Sora et Riku dans les Mondes des Rêves lors de l'examen du symbole de maîtrise, ainsi que dans Kingdom Hearts III, lors du combat final contre les Gardiens de La Lumière.
Les six premiers membres sont en fait les Similis des six disciples d'Ansem le Sage, souverain du Jardin Radieux, qui menait des expériences sur le cœur. Après s'être rendu compte du danger de ses expérimentations, il ordonna à ses disciples d'arrêter. Malheureusement pour lui, ils continuèrent à son insu, sous la direction de Xehanort, jusqu'à perdre eux-mêmes leur cœur.
Le nom de chaque Simili composant le groupe est l'anagramme de son nom d'origine avec un X ajouté. Ceci a sans doute un rapport avec la χ-blade (Xehanort a dit que le « χ » était une lettre très ancienne, une lettre ancestrale dans Kingdom Hearts: Birth by sleep), obsession de Maître Xehanort. 
Il existe également un quatorzième membre mais son rôle dans l'intrigue ne sera révélé que dans Kingdom Hearts: 358/2 Days.

### Première Organisation XIII
Cette Organisation est composée exclusivement de Similis. Elle apparait dans Kingdom Hearts: Chain of Memories et Kingdom Hearts II. Son objectif est de créer un nouveau Kingdom Hearts de ténèbres à partir des cœurs libérés par la Keyblade de Sora.
Les quatorze membres sont : (anagramme de leurs ancien prénom avec un X en plus, donné par Xemnas ou Xigbar ) 
1. Xemnas (Simili de Xehanort, premier disciple d'Ansem le Sage)
2. Xigbar (Simili de Braig)
3. Xaldin (Simili de Dilan)
4. Vexen (Simili d'Even)
5. Lexaeus (Simili d'Aeleus)
6. Zexion (Simili de Ienzo)
7. Saïx (Simili d'Isa)
8. Axel (Simili de Lea)
9. Demyx (?)
10. Luxord (?)
11. Marluxia (Simili de Lauriam, nom affiché dans Kingdom Hearts Union X [cross])
12. Larxene (Simili d'Elrena, nom affiché dans Kingdom Hearts Union X [cross])
13. Roxas (Simili de Sora)
14. Xion (anagramme de "No i").

### Véritable Organisation XIII
Xehanort restaure l'Organisation afin d'atteindre son objectif : créer un nouveau monde en invoquant la χ-blade et en provoquant la Guerre des Keyblades. Leurs "Cœurs" ont voyagé depuis le passé et ont été placés dans des « répliques », des coquilles vides qui ont ensuite pris la forme du propriétaire du cœur. 
1. Maitre Xehanort (leader de l'Organisation)
2. Ansem le chercheur des ténèbres (Sans-cœur de Xehanort, principal antagoniste de  Kingdom Hearts)
3. Xemnas (Simili de Xehanort, ex-leader de l'Organisation, également antagoniste de Kingdom Hearts 2)
4. Xigbar (Simili de Braig)
5. Luxord (?)
6. Larxene (Simili d'Elrena)
7. Marluxia (Simili de Lauriam et antagoniste de Kingdom Hearts: Chain of Memories)
8. Saïx (Simili de Isa)
9. Terra-Xehanort/Terranort (Maitre Xehanort possédant le corps de Terra dans Kingdom Hearts: Birth by Sleep)
10. Riku Obscur (un clone de Riku possédé par Ansem à l'époque de Kingdom Hearts)
11. Vanitas (un être de pures ténèbres issu du cœur de Ventus)
12. Jeune Xehanort (Version du passé, antagoniste de Kingdom Hearts 3D: Dream Drop Distance)
13. Xion (anagramme de "No i")

Demyx et Vexen ont également été choisis. Vexen a rejoint l'Organisation de son plein gré, afin de les infiltrer et de terminer son travail de recherche sur les « répliques », et Demyx car il possède "l'héritage ancien de la Keyblade". Cependant, ils ont été remplacés par des réceptacles plus puissants, et placés en tant que réservistes. Ils finiront par s'allier tous les deux, afin de trahir la Véritable Organisation XIII.

## Membres

### Xemnas
Le supérieur
Simili de Xehanort, il est à la tête de l'Organisation. Contrairement aux autres membres de l'Organisation, Xemnas ne souhaite pas récupérer son cœur : il rêve en réalité de s'approprier le pouvoir de Kingdom Hearts, ce qui lui donnerait une très grande puissance et lui permettrait de remodeler l'univers à son image. Pour cela, il se sert de Roxas pour amasser des cœurs à son insu, afin de créer son propre Kingdom Hearts. Son nom, dans sa vie précédente, était Xehanort, une anagramme de l'anglais no heart (sans cœur) et de another (un autre). Son nom actuel est l'anagramme d'Ansem, nom qu'il a usurpé à son maître (Ansem le Sage), et que son Sans-cœur continua de porter.
Xehanort était l'apprenti d'Ansem le Sage. Terranort est en fait Maître Xehanort ayant usurpé le corps de Terra (héros de Kingdom Hearts: Birth by Sleep) à la suite d'un combat entre eux.
De ce fait, Xemnas est donc le Simili de Terra, ce qui explique ses souvenirs de Aqua et Ventus (Chambres du Sommeil et de l'Eveil). Sachant que Xemnas possède des souvenirs de Terra et Maître Xehanort, on peut donc penser que le jeune Xehanort a fait semblant d'être amnésique : obtenir Kingdom Hearts était l'objectif de Maître Xehanort. Ayant à nouveau succombé aux ténèbres, Xehanort fut transformé en Sans-cœur et en Simili. Ce qui restait de Maître Xehanort s'est partagé entre les deux entités : les vêtements et le Gardien pour l'un (le Sans-cœur) ; le manteau noir, l'obsession du X, et la capacité à utiliser la Keyblade pour l'autre (le Simili).
Ainsi Xemnas est en réalité issu de deux personnes, et à défaut d'utiliser la Keyblade, il est le plus puissant membre de l'Organisation XIII.
Son élément est le néant (élément que contrôlait également Xehanort). Son Simili associé est l'Incantateur.
Il est révélé dans Kingdom Hearts 3D : Dream Drop Distance qu'il fait partie de la véritable Organisation XIII et qu'il est une des 12 autres incarnations de Maître Xehanort.

### Xigbar
L'Archer
Xigbar, le numéro 2 de l'Organisation, est le Simili de Braig, et l'un des plus puissants membres de la confrérie. Il apparait pour la première fois à la Forteresse Oubliée (où il ne montre pas son visage), où il vient se vanter auprès de Sora de la puissance des membres de l'Organisation XIII. Il disparaitra d'ailleurs en disant à Sora qu'il « lui » ressemble, en parlant de Roxas, et en lui disant d'être un « gentil garçon ».
Il le croise une deuxième fois à la Terre des Dragons, où sa mission était de transformer un gigantesque dragon en Sans-cœur, mission qu'il accomplit jusqu'à ce qu'elle soit réduite à néant par Sora et ses amis, qui vainquirent le Sans-cœur.
La confrontation finale a lieu à Illusiopolis, forteresse de l'Organisation, où il apparait pour se débarrasser de Sora (ou Roxas comme il l'appelle), mais sa mission se soldera par un échec et par sa mort. Lorsque Sora lui demanda pourquoi il l'avait appelé Roxas, il ne lui répondit pas et disparut en riant.
Concernant son physique, il est facilement reconnaissable par son cache-œil sur l'œil droit, sa queue de cheval, sa cicatrice (cette cicatrice lui a été infligée par Terra, un maître de la Keyblade qui apparait dans Birth By Sleep, ce qui explique pourquoi il dit à Sora qu'il « n'arrive pas à la cheville des précédents élus »). Il est assez mince et se bat avec deux fusils laser nommés Tir Précis. Il peut se téléporter n'importe où, et changer le décor dans lequel il se trouve.
On retrouvera Braig dans Kingdom Hearts: Birth by Sleep, sous une apparence plus jeune et quand il n'avait ni sa cicatrice, ni son œil en moins. Terra le défigure lors d'un combat, et il entretient alors un lien particulier avec ce dernier (Xigbar reconnait Ventus dans Kingdom Hearts: 358/2 Days lorsque Xion prend son apparence, et Xigbar semble très surpris de le voir apparaître).
Son élément est l'espace. Son Simili associé est le Sniper.
Il est révélé dans Kingdom Hearts 3D : Dream Drop Distance qu'il fait partie de la véritable Organisation XIII et qu'il est une des 12 autres incarnations de Maître Xenahort.

### Xaldin
La Lance Tourbillonante
Xaldin est le Simili de Dilan et un des plus puissants membres de l'Organisation. Il apparait dans le Château de la Bête où il tente de manipuler celle-ci. Le but de son entreprise était de remplir le cœur de la Bête de haine et de colère afin qu'il se transforme en Sans-cœur et que son Simili serve l'organisation. Xaldin aurait ainsi contrôlé un Sans-cœur et un Simili aussi puissant que la Bête. Malheureusement pour lui, c'est le moment qu'ont choisi Sora, Donald et Dingo pour arriver. Ils réussirent en effet à faire revenir la Bête du bon côté, après la fuite de Xaldin.
Lors de la seconde visite dans le Château, ce dernier volera la Rose de la Bête et révèlera le véritable but de l'Organisation : créer le royaume de Kingdom Hearts qui leur permettrait de devenir complet (les Simili étant des demi-personnes). Il enlève ensuite Belle et oblige la Bête à choisir entre sa Rose et Belle. En guise de réponse, il reçoit un coup de coude dans le ventre de la part de Belle qui réussit à s'emparer de la rose et à se libérer. N'ayant plus le choix, Xaldin se décide à affronter les héros, mais perdra le combat et sera éliminé.
Xaldin possède un physique assez imposant, des yeux bleus, des dreadlocks noirs et se bat à l'aide de six lances (lindworm) qu'il peut combiner et manipuler comme bon lui semble.
Son élément est le vent. Son Simili associé est la Chimère.

### Vexen
Le Savant Glacial
Membre cofondateur de l'Organisation, il reste le plus attaché à la science des six membres d'origine. À partir de l'ADN de Riku, il crée un clone de Riku pour Marluxia afin de pouvoir plus facilement manipuler Sora. Il se sent supérieur aux autres, et c'est pourquoi il a failli révéler le plan de Marluxia juste avant sa mort. Il peut être affronté dans Kingdom Hearts 2: Final Mix+. Le nom de l'original était Even.
Son élément est la glace.

### Lexaeus
Le Héros Silencieux
Il fait partie du groupe des fondateurs. D'une grande force physique, mais aussi très réfléchi et posé contrairement aux apparences (à sa première apparition dans Kingdom Hearts: Chain of Memories, il joue avec un casse-tête), il reste un membre discret et peu présent dans le scénario. Il est le Simili d'Aeleus.
Il est présent dans la partie reverse/rebirth jouable avec Riku dans Chain of Memories, et malheureusement pour lui, il est envoyé pour aller l'affronter.
Lors de sa mort, il a tenté d'emporter Riku dans les Ténèbres mais le Roi Mickey empêcha cela. Il peut aussi être affronté dans Kingdom Hearts 2: Final Mix+ en tant que donnée.
Son élément est la terre.

### Zexion
Le Conspirateur Ténébreux
Connu pour envoyer les autres à sa place, il a dû passer à l'action après la mort de Vexen et Lexaeus. En prenant l'aspect de Sora, il dupa Riku mais fut découvert. Il peut être affronté dans Kingdom Hearts 2: Final Mix+. Dans Re: Chain of Memories, il copie l'Âme-nivore de Riku et combat sous sa forme réelle. Son nom dans sa vie précédente était Ienzo. Quand Ienzo a perdu ses parents il est devenu un disciple d'Ansem.
Il est le dernier des six membres originaux de l'Organisation, et celui qui a convaincu Ansem de construire le laboratoire d'étude des Sans-cœur, ce même laboratoire qui les a transformés en Simili.
Son élément est l'illusion.

### Saïx
Le Devin Lunaire
Saïx est le septième membre de l'Organisation XIII et est le premier membre qui n'a pas été disciple d'Ansem le Sage. Son but est d'éliminer les ennemis de l'Organisation, c'est-à-dire  Axel et Roxas. Il a aussi enfermé Kairi dans le cachot d'Illusiopolis.
Saïx a une cicatrice en forme de croix sur le visage et a des cheveux bleus. Il fait partie des plus puissants membres de l'Organisation XIII. Toujours d'un calme glacial, le Devin Lunaire change radicalement lorsqu'il combat, devenant fou de rage en catalysant le pouvoir du Kingdom Hearts (sous forme de lune) : sa puissance s'en voit alors augmentée. 
Il est le Simili d'Ïsa (prononcé Aïsa), qui en tant qu'humain, était ami de Lea (être original d'Axel).
Son élément est la lune. Son Simili associé est le Berserker.
Il est révélé dans Kingdom Hearts 3D : Dream Drop Distance qu'il fait partie de la véritable Organisation XIII et qu'il est une des 12 autres incarnations de Maître Xenahort.

### Axel
Pour les articles homonymes, voir Axel.
Rafale des Flammes Dansante
Axel était à la base l'ami de Saix. Tous les deux cherchaient quand ils étaient encore humains une personne qui avait disparu au Jardin Radieux, ils ont rejoint les disciples de Ansem le sage juste avant que Xehanort n'envoie ce dernier dans les ténèbres, Axel est devenu un simili et avec Saix a rejoint l'organisation de Xemnas. Saix se rapprochant de Xemnas Axel quant à lui s'éloignait de Saix, il devient l'ami de Roxas et Xion. Axel est l'un des membres les plus populaires de l'Organisation. Ne cessant de changer de camp dans les deux jeux où il apparaît, il est dans Chain of Memories l'espion de Xemnas, envoyé au Manoir Oblivion afin de surveiller les agissements de Marluxia. Il finit par déserter les rangs de l'Organisation et vint en aide à Sora sur la route d'Illusiopolis. Il ira jusqu'à mourir pour aider l'être d'origine de son meilleur ami. Boss de fin du prologue, il cherche à protéger Roxas de Sora et de lui-même pour éviter que cet être qu'il lui est cher disparaisse. Ses armes sont deux Chakrams nommés Eterniflamme.
Dans 358/2 Days, il est révélé que son nom d'origine est Lea (prononcé Li), que Saïx et lui étaient amis dans leur vie précédente, et qu'ils ont intégré l'Organisation en même temps. Son Simili associé est l'Assassin.
Son élément est le feu.
Dans Dream Drop Distance, on peut le voir venir en aide plusieurs fois à Sora. Il se révélera être un porteur de Keyblade à la fin du jeu.

### Demyx
Mélopée Nocturne
Ce membre de l'Organisation combat avec un large sitar bleu nommé Arpège. Peu combatif et surtout très fainéant et paresseux, il ensorcelle ses adversaires avec des notes de musique et crée des soldats à partir d'eau. Il semble avoir une double personnalité, une candide et une plus ferme. Il tente de duper Sora en lui faisant croire qu'il possède des émotions. Il est le membre le plus déluré et le plus excentrique de l'Organisation. 
Il sera à nouveau recruté dans la Véritable Organisation XIII, car il possède "l'héritage ancien de la Keyblade". Cependant, il sera remplacé par quelqu'un d'autre, et sera placé en tant que réserviste. Par la suite, il s'associera avec Vexen afin de trahir la Véritable Organisation XIII. 
Son élément est l'eau. Son Simili associé est le Funambule.

### Luxord
Le Joueur de Destin
Jouant avec des cartes pour faire apparaître ou disparaître les choses, il perturbe le calme de Port Royal en faisant voler quatre pièces du trésor aztèque maudit à un puissant Sans-cœur, le rendant immortel. Sa maîtrise du temps est très mystérieuse et perturba nombre de joueurs, car l'application de ce pouvoir est très différente de celle des autres.
C'est un homme plutôt jeune, qui maîtrise le temps. On le voit (sans l'entendre) pour la première fois masqué, à la Forteresse Oubliée, puis à Port Royal où il dérobera le trésor maudit de Cortez afin de semer la panique et de récolter des cœurs pour Kingdom Hearts. Il aura notamment à son service le Fossoyeur, un Sans-cœur sur qui pèse la malédiction de l'immortalité.
Il sera à nouveau recruté dans la Véritable Organisation XIII, car il possède "l'héritage ancien de la Keyblade". Mais il sera une nouvelle fois vaincu par Sora.
Son élément est le temps. Son Simili associé est le Joueur.

### Marluxia
L'Assassin Sublime
Ayant la charge du Manoir Oblivion, il voulut utiliser Sora comme une marionnette pour prendre le contrôle de l'Organisation. En attirant Sora dans le Manoir, il utilisa Naminé pour manipuler sa mémoire. Son incroyable puissance lui permit d'obtenir ce poste à responsabilités, mais il attisa le mépris des fondateurs de l'Organisation, en particulier de la part de Vexen et de Zexion. Xemnas, chef de l'Organisation, flairant la rébellion orchestrée par Marluxia, envoya Axel le surveiller, lui et les autres occupants du Manoir. Comme tous les membres morts dans Chain of Memories, il est possible de l'affronter dans Kingdom Hearts 2: Final Mix+.
Il sera à nouveau recruté dans la Véritable Organisation XIII, car il possède "l'héritage ancien de la Keyblade". Mais il sera une nouvelle fois vaincu par Sora.
Son élément est les fleurs (de rose) et son simili associée est le faucheur, il a été nommé par le passé Lauriam. 
Tant par son élément que son arme (une Faux) et sa forme finale lorsqu'il affronte Sora (rappelant grandement La Faucheuse), Marluxia apparaît pleinement comme une allégorie de la mort.

### Larxene
La Nymphe Furieuse
Larxene est le douzième membre de l'Organisation XIII, où elle a comme surnom "La Nymphe Furieuse". Elle est également la seule femme de la confrérie (sans compter Xion, le quatorzième membre de l'organisation). Elle possède une grande silhouette élancée, des yeux cyans en amande et une chevelure blonde plaquée avec deux mèches rebelles. Elle est armée de huit petits poignards appelés "blitz", dont elle se sert au combat rapproché ou à distance.
Larxene est une femme cruelle et sadique, qui prend plaisir à faire souffrir les gens, que ce soit physiquement ou moralement. Hautaine, irascible et méprisante, elle tolère Axel et Marluxia, mais déteste chacun et se méfie de tous. Elle flirte à plusieurs reprises avec Axel mais sans doute cela n'est-il qu'un jeu de plus pour elle.
Alliée de Marluxia dans sa tentative de conquête de l'Organisation, elle fera tout pour que Naminé réécrive la mémoire de Sora le plus vite possible. Elle affrontera Sora afin de s'assurer que le sortilège opère correctement, et repartira satisfaite. Elle essayera de faire rappeler le nom de Naminé afin de semer le trouble dans son esprit. Ironiquement, Larxene est responsable de sa propre mort, de celle de Marluxia et de l'échec de leur complot. En effet, c'est elle qui révèle leur complot à Axel, qui est en réalité un agent double au service du chef de l'organisation (Xemnas). Dès lors assuré de leur traîtrise, Axel attendra le moment opportun pour saboter leur plan. Démasquée, Larxene n'a d'autre choix que de faire disparaître les preuves, c'est pourquoi elle se présente à Sora une deuxième fois afin de l'éliminer. Elle n'y parviendra pas et sera détruite par ce dernier.
Elle sera à nouveau recruté dans la Véritable Organisation XIII, car elle possède "l'héritage ancien de la Keyblade". Mais elle sera une nouvelle fois vaincu par Sora.
Son élément est la foudre et son simili associée est le Ninja, elle est également le simili d'Elrena.

### Roxas
La Clé du Destin
Dernier membre, il est entré dans le groupe juste à la fin du premier Kingdom Hearts. Simili de Sora (même si certaines théories peuvent amener à contester cette affirmation), il naquit lorsque ce dernier transperça son cœur pour sauver celui de Kairi. Recruté dans l'Organisation sans vraiment en avoir le choix, Roxas dut chaque jour accomplir des missions afin de récolter des cœurs, pour permettre la création de Kingdom Hearts, but de l'Organisation car si ce Kingdom Hearts était complété, le chef de l'organisation Xemnas suppose qu'ils redeviendraient complet, des entités humaines. À la suite de la mort de Xion, Roxas quitta l'organisation, et décida d'accomplir la promesse qu'il a faite à Xion : détruire l’œuvre de Xemnas, Kingdom Hearts. Cependant Riku lui fit obstacle et ce dernier finit par vaincre Roxas (scène mythique de Kingdom Hearts) non sans un énorme sacrifice car Riku, envoyé par DiZ afin d'aider à la restauration de la mémoire de Sora, n'était pas assez puissant pour battre Roxas, il dut alors utiliser le pouvoir des Ténèbres et prit l'apparence du Sans-cœur de Xehanort (appelé à l'époque Ansem). Roxas fut alors transféré dans une copie virtuelle de la Cité du Crépuscule, ville où Roxas allait tous les jours après ces missions. Ayant tout oublié de son existence passée, il croyait n'être qu'un adolescent normal. Axel tenta de le faire revenir dans le camp de l'Organisation, l'affronta à deux reprises, mais finit par abandonner, comprenant qu'il était trop tard pour sauver son ami. Roxas finit alors par rencontrer Sora qui se trouvait dans la Salle de la Capsule, ce fut à ce moment-là que Roxas réintégra le cœur de Sora afin que son cœur redevienne complet et qu'il puisse se réveiller.
Roxas aura passé 358 jours à "vivre" mais il continuera d'exister dans le cœur de Sora ce qui peut expliquer pourquoi Sora manie deux Keyblades comme pouvait le faire Roxas dans le deuxième volet de la Saga. Lorsque Sora rencontrera Roxas de nouveau à la tour d'Illusiopolis, Roxas affrontera Sora puis finit par perdre en lui laissant ce message: « Tu es un bon double ».
À partir de ce moment-là, Sora pourra exploiter l'intégralité des ressources de sa Keyblade d'où le moment d'obtention de la forme de fusion suprême.
Son élément est la lumière. Son simili associé est le Samouraï.

### Xion
No.XIV
Xion est une jeune fille maniant la Keyblade qui intègre l'Organisation durant l'épisode Kingdom Hearts 358/2 Days. Elle ressemble d'une manière frappante a Kairi, à la différence que ses cheveux sont noirs. Au départ silencieuse et restant encapuchonnée, elle développera des liens d'amitié avec Roxas puis Axel. Après chacune de leurs missions quotidiennes, ils ont pour rituel de se retrouver en haut de la tour de la gare, à la Cité du Crépuscule, pour manger des glaces à l'eau de mer.
Il est révélé dans le jeu qu'elle n'est en fait pas un Simili, mais une marionnette créée à partir de souvenirs de Sora, dans l'éventualité où il deviendrait inutile (d'où le fait, assez cruel que l'Organisation XIII ne soit pas appelée Organisation XIV). Du fait de son lien avec Sora, et par extension avec Roxas, il existe entre elle et ce dernier un certain équilibre de puissance. Lorsque l'un des deux gagne en pouvoir, l'autre en perd, entrainant sa perte de conscience passagère. Selon la personne qui la regarde, son apparence change. Lorsque la dite personne a un lien avec Sora, elle apparait comme ressemblant à Kairi, cette dernière étant le souvenir le plus important du héros de la Keyblade. Il arrivera même, dans des circonstances particulières, que Xigbar la voie comme Ven, protagoniste de Birth by Sleep, l'ayant rencontré par le passé. Les personnes, comme Saïx, qui n'ont aucun lien avec Sora, la voient uniquement comme une marionnette encapuchonnée. 
En définitive, Xemnas voudra que Xion absorbe Roxas, simili de Sora, afin qu'elle devienne un être complet, et la modifiera pour qu'elle affronte son ami. Ne voulant pas laisser le Supérieur arriver à ses fins, Xion choisira de perdre face à Roxas, à la suite d'un combat épique, et s'effaça dans les bras de ce dernier, en laissant derrière elle la Keyblade "Souvenir Perdu" dû au fait qu'à sa mort elle disparaîtra totalement des souvenirs de tous. 
Dans les rapports secrets de Kingdom Hearts 358/2 Days, il est dit "qu'elle" et une autre "copie" (probablement celle qui deviendra par la suite "Neo Riku") ont été créées à leurs état de "poupée" dans les sous-sols du Manoir Oblivion, par Xemnas et Vexen. Toutefois, cette "autre copie" était beaucoup trop faible - contrairement à Xion - pour se voir attribué un numéro, ainsi qu'une place au sein de l'organisation XIII... 
En effet, dans le jeu, nous apprenons que le nom Xion est en fait une anagramme de N°I, qui peut être lu soit comme No I (acronyme de "no one" qui signifie "n'est personne"), soit comme N°i, i étant un nombre imaginaire. Quant à la prononciation de son nom, "Shion", elle signifie "fleur de marée", en japonais (qui la rapproche donc de Kairi et de Naminé, à qui elle ressemble, dont les noms peuvent être assimilés à la mer ("Kai") et aux vagues ("Nami")). 
Son élément est également la lumière, puisqu'elle est issue des souvenirs de Sora qui maîtrise cet élément. 

### Maître Xehanort
Il est le chef de la Véritable Organisation XIII, et est celui qui est à l'origine de tous les conflits de l'histoire. Maître Xehanort souhaitait provoquer une seconde Guerre des Keyblades, en faisant s'affronter treize cœurs de purs Ténèbres contre sept cœurs de pure Lumière. Après avoir pris possession du corps de Terra, il devient le disciple d'Ansem le Sage. En faisant des recherches sur les cœurs, il s'ouvrit aux Ténèbres, et laissa derrière lui un Sans Cœur (Ansem le chercheur des Ténèbres) et un Simili (Xemnas). Le premier était chargé de réunir les sept coeurs de pure Lumière, et le second, les treize de purs Ténèbres. Cependant, Sora réussit à les vaincre tous les deux, mettant fin à son plan.
Mais la destruction du Sans Cœur et du Simili permirent à Maître Xehanort de revenir à la vie. Grâce à Sora, il s'est rendu compte que certains membres de la Première Organisation n'était pas digne de devenir un de ses réceptacles. Il souhaite alors faire de Sora son treizième, mais ce dernier sera sauvé par Riku. Maître Xehanort disparut ensuite avec les autres membres de la Véritable Organisation, en disant que leur temps été compté, mais que le combat final approche.
Lors du combat final à la Nécropole des Keyblades, grâce à l'affrontement entre les treize membres de la Véritable Organisation et les sept Gardien de la Lumière, Maître Xehanort réussi à invoquer la X-Blade, et accéder au Kingdom Hearts. Mais il sera finalement vaincu par Sora, Donald et Dingo. Le cœur de Maître Xehanort partit alors en paix pour le Kingdom Hearts.

### Ansem le Chercheur des Ténèbres
Second membre de la Véritbale Organisation, il est le Sans Cœur de Xehanort, et le principal antagoniste du premier jeu. Il usurpa le nom de son ancien maître, Ansem, afin d'écrire des rapports. Il est chargé d'accéder au Kingdom Hearts. Pour cela, il envoie des hordes de sans-cœurs détruire les différents mondes, pour les rassembler dans ce qu'on appelle, la "Fin du Monde". Ensuite, après avoir réuni les sept Princesses de Cœur, il put accéder au Kingdom Hearts. En voulant afin d'acquérir la puissance des Ténèbres, Sora lui dit qu'il se trompait, et que le monde de Kingdom Hearts est fait de Lumière. Son corps fut alors détruit.

### Terra-Xehanort
Terra-Xehanort est le corps de Terra dont a pris possession Maître Xehanort lors des évènements de Birth by Sleep. Par la suite, il se réveilla amnésique au Jardin Radieux, et ne se souvient que de son nom : Xehanort. Là, Ansem le Sage en fit son apprenti. Mais il finira par s'ouvrir aux Ténèbres, et laissa derrière lui un Sans Cœur (Ansem le chercheur des Ténèbres) et un Simili (Xemnas), et les chargea tous les deux d'une mission afin d'accéder au Kingdom Hearts. Seulement, Sora réussi à vaincre les deux antagonistes, mettant fin à leur plan. Mais la destruction du Sans Cœur et du Simili permirent à Maître Xehanort, ainsi qu'au corps de Terra de revenir à la vie. Cependant, Maître Xehanort avait toujours le corps de Terra entre ses mains (le coeur du véritable Terra étant perdu), il utilisa une version de son cœur venu du passé, afin de le placer dans le corps de Terra, et en faire le neuvième membre de la Véritable Organisation XIII.

### Riku Obscur
Riku Obscur est une réplique créée par Vexen, basé sur Néo Riku, une autre réplique maléfique de Riku, qu'il avait déjà créée à l'époque, dans le Manoir Oblivion.

Lors du combat final, Riku Obscur se bâta contre la vrai Riku. Le cœur de Néo Riku (qui s'était réfugié dans le vrai Riku) apparut alors, et réussi à faire sortir le cœur de Riku Obscur de son réceptacle. Néo Riku dit alors au vrai Riku qu'il devait garder ce réceptacle pour Naminé. Les deux répliques de Riku disparurent alors, car ils ne peuvent pas survivre sans réceptacles.
Il est le dixième membre de la Véritable Organisation XIII.

### Vanitas
Vanitas est un des principaux antagonistes de Birth by Sleep. Il est un être de pur Ténèbres, étant donné que Maître Xehanort ait séparé la partie lumière et ténèbres de Ventus, créant ainsi Vanitas. Lors d'un combat entre lui et Ven, ce dernier réussi à le vaincre, et Vanitas disparu dans les Ténèbres. Cependant, comme Ventus et lui sont "un même être", après la disparition de Vanitas, Ventus tomba dans le coma. Aqua le cacha alors dans le Manoir Oblivion. 

Dans Kingdom Hearts III, Maître Xehanort à récupérer son coeur du passé, et l'a placé dans un réceptacle, faisant de lui le membre numéro XI de la Véritable Organisation. 

Après que Sora ait secouru Aqua, ils se rendent au Manoir Oblivion. Là, Aqua et Vanitas se battent, Vanitas était sur le point de l'emporter, mais le coeur de Ventus (qui s'était réfugié dans Sora) retourna dans son corps, et il sauva Aqua in extremis, forçant Vanitas à battre en retraite.

Une fois vaincu dans le Nécrople des Keyblades, Sora et Ventus lui proposent de rejoindre le côté de la Lumière, mais il refusa, disant qu'il est un être de pur Ténèbres.

### Jeune Xehanort
Douzième membre de la Véritable Organisation, Le jeune Xehanort est, comme son nom l'indique, Maître Xehanort lorsqu'il était plus jeune. Il a voyagé dans le temps (plus précisément dans le futur) afin de réunir les treize cœur de purs Ténèbres. Il réussit à en avoir douze, et décida de faire de Sora le treizième. C'est pour cela qu'il intervient au début de son examin du Symbole de la Maîtrise, afin de lui poser le "Sceau du Dissident" (marque "X"), pour qu'il puisse le traquer à travers les Mondes Endormis. Une fois arrivé à Illusioplis, le Jeune Xehanort plongea Sora dans un profond sommeil, afin d'en faire le treizième récéptacle, mais il sera sauvé par Riku. Le Jeune Xehanort disparu alors avec le reste de la Véritable Organisation.

Lors du combat, lorsque tous les Gardiens de la Lumière furent tués par Terra-Xehanort, Sora se servit de son "Pouvoir de l'Eveil" afin de ramener les Gardiens à la vie. Le jeune Xehanort apparaît alors et lui dit qu'il utilise mal son pouvoir, et qu'à force, il devra en payer le prix. 

Peu après, il se fera battre par Sora, Riku et Mickey, et son cœur retourna à son époque.